# Rezultatele echipei naționale de fotbal a României (1940-1959)
| · Rezultatele echipei naționale de fotbal a României |
| --- |
| - 2020–prezent (Meciurile 739 →) - 2000–2019 (Meciurile 529 – 738) - 1980–1999 (Meciurile 311 – 528 - 1960–1979 (Meciurile 153 – 310) - 1940–1959 (Meciurile 83 – 152) - 1922–1939 (Meciurile 1 – 82) |

Aceasta este lista rezultatelor echipei naționale de fotbal a României între anii 1940 și 1959.

## 1940
| 31 martie 1940Cupa Dunării 1940 | România                     | 3 – 3    | Iugoslavia                      | București, România                                                     |  |
|                                 | Bindea 25', 67' Barátky 44' | (Raport) | 12', 60' Valjarević 44' Božović | Stadion: Stadionul Republicii Spectatori: 35.000 Arbitru: Rubint Lajos |  |

| 14 aprilie 1940Meci amical | Italia                | 2 – 1    | România     | Roma, Italia                                                                  |  |
|                            | Biavati 61' Piola 78' | (Raport) | 47' Barátky | Stadion: Stadio Nazionale del P.N.F Spectatori: 25.000 Arbitru: Alois Beranek |  |

| 19 mai 1940Cupa Dunării 1940 | Ungaria               | 2 – 0    | România | Budapesta, Ungaria                                         |  |
|                              | György 68' László 74' | (Raport) |         | Stadion: Üllői út Spectatori: 20.000 Arbitru: Mika Popović |  |

| 14 iulie 1940Meci amical | Germania                                                                  | 9 – 3    | România                         | Frankfurt am Main, Germania                                        |  |
|                          | Plener 16', 59' Hahnemann 19', 26' Walter 33', 76', 81' Fiederer 58', 59' | (Raport) | 53', 79' Barátky 70' Ploeșteanu | Stadion: Waldstadion Spectatori: 40.000 Arbitru: Raffaele Scorzoni |  |

| 22 septembrie 1940Cupa Dunării 1940 | Iugoslavia   | 1 – 2    | România                | Belgrad, Iugoslavia                                                         |  |
|                                     | Petrović 17' | (Raport) | 41' Popescu 51' Bogdan | Stadion: Stadion Beogradski SK Spectatori: 12.000 Arbitru: Generoso Dattilo |  |

## 1941
| 1 iunie 1941Meci amical | România       | 1 – 4    | Germania                                    | București, România                                                  |  |
|                         | Niculescu 88' | (Raport) | 5', 67' Wilimowski 26' Walter 33' Kobierski | Stadion: Stadionul Republicii Spectatori: 40.000 Arbitru: Ján Bízik |  |

| 12 octombrie 1941Meci amical | România                     | 3 – 2    | Slovacia              | București, România                                                         |  |
|                              | Choumis 88' Bindea 44', 50' | (Raport) | 15' Kuchár 58' Bolček | Stadion: Stadionul Republicii Spectatori: 15.000 Arbitru: Generoso Dattilo |  |

## 1942
| 16 august 1942Meci amical | Germania                                                                  | 7 – 0    | România | Beuthen, Germania                                                      |  |
|                           | Walter 44', 49', 55' Klingler 60' Decker 70' Burdenski 82' Wilimowski 85' | (Raport) |         | Stadion: Hindenburg Kampfbahn Spectatori: 50.000 Arbitru: Jozef Mohler |  |

| 23 august 1942Meci amical | Slovacia   | 1 – 0    | România | Bratislava, Cehoslovacia                                       |  |
|                           | Bolček 15' | (Raport) |         | Stadion: Tehelné pole Spectatori: 20.000 Arbitru: Helmut Finck |  |

| 11 octombrie 1942Meci amical | România                | 2 – 2    | Croația                  | București, România                                                 |  |
|                              | Florian 28' Bogdan 65' | (Raport) | 9' Cimermančić 18' Wölfl | Stadion: Stadionul ANEF Spectatori: 12.000 Arbitru: Todor Atanasov |  |

## 1943
| 13 iunie 1942Meci amical | România               | 2 – 2    | Slovacia               | București, România                                                     |  |
|                          | Marian 12' Kovacs 48' | (Raport) | 50' Balázsy 88' Bolček | Stadion: Stadionul Giulești Spectatori: 15.000 Arbitru: Todor Atanasov |  |

## 1945
| 30 septembrie 1945Meci amical | Ungaria                                                              | 7 – 2    | România                     | Budapesta, Ungaria                                       |  |
|                               | Hidegkuti 8', 87' Puskás 15', 69' Zsengellér 25' Rudas 32' Nyers 33' | (Raport) | 20' Fabian 40' Petschovschi | Stadion: Üllői út Spectatori: 35000 Arbitru: Pál Hertzka |  |

## 1946
| 8 octombrie 1945Cupa Balcanică 1946 | Bulgaria                      | 2 – 2    | România             | Tirana, Albania                                                                    |  |
|                                     | Negrescu 33' (aut.) Milev 22' | (Raport) | 40' Reuter 88' Tóth | Stadion: Stadiumi Kombetar Qemal Stafa Spectatori: 20000 Arbitru: Marijan Matančić |  |

| 11 octombrie 1945Cupa Balcanică 1946 | România               | 2 – 1    | Iugoslavia     | Tirana, Albania                                                                   |  |
|                                      | Reuter 18' Fabian 24' | (Raport) | 42' Simonovski | Stadion: Stadiumi Kombetar Qemal Stafa Spectatori: 25000 Arbitru: Andrey Zlatarev |  |

| 13 octombrie 1945Cupa Balcanică 1946 | Albania    | 1 – 0    | România | Tirana, Albania                                                                    |  |
|                                      | Teliti 55' | (Raport) |         | Stadion: Stadiumi Kombetar Qemal Stafa Spectatori: 20000 Arbitru: Marijan Matančić |  |

## 1947
| 25 mai 1947Cupa Balcanică 1947 | Albania | 0 – 4    | România                         | Tirana, Albania                                                                 |  |
|                                |         | (Raport) | 29', 69', 79' Farkas 48' Kovacs | Stadion: Stadiumi Kombetar Qemal Stafa Spectatori: 20000 Arbitru: Kamarás Árpád |  |

| 22 iunie 1947Cupa Balcanică 1947 | România    | 1 – 3    | Iugoslavia                  | București, România                                                 |  |
|                                  | Farkas 42' | (Raport) | 37', 53' Bobek 39' Jezerkić | Stadion: Stadionul Giulești Spectatori: 25000 Arbitru: Molnár Imre |  |

| 6 iulie 1947Cupa Balcanică 1947 | Bulgaria                 | 2 – 3    | România                              | Sofia, Bulgaria                                                       |  |
|                                 | Stankov 47' Iordanov 82' | (Raport) | 38' Băcuț 59' Petschovski 61' Marian | Stadion: Stadionul Yunak Spectatori: 25.000 Arbitru: Marijan Matančić |  |

| 19 iulie 1947Meci amical | Polonia     | 1 – 2    | România           | Varșovia, Polonia                                                            |  |
|                          | Cieślik 53' | (Raport) | 3', 61' Spielmann | Stadion: Stadion Wojska Polskiego Spectatori: 30.000 Arbitru: Jaroslav Vlček |  |

| 21 septembrie 1947Meci amical | România                      | 2 – 6    | Cehoslovacia                                   | București, România                                                         |  |
|                               | Spielmann 45' Dumitrescu 59' | (Raport) | 8', 73' Kubala 17', 25' Cejp 70', 79' Šimanský | Stadion: Stadionu Giulești Spectatori: 20.000 Arbitru: Maximilian Sznajder |  |

| 12 octombrie 1947Cupa Bacanică 1947 | România                      | 0 – 3    | Ungaria                    | București, România                                                       |  |
|                                     | Spielmann 45' Dumitrescu 59' | (Raport) | 22' Egresi 38', 83' Puskás | Stadion: Stadionul Giulești Spectatori: 25.000 Arbitru: Milenko Podubski |  |

| 26 octombrie 1947Meci amical | România | 0 – 0    | Polonia | București, România                                                   |  |
|                              |         | (Raport) |         | Stadion: Stadionul Giulești Spectatori: 6.000 Arbitru: Kamarás Árpád |  |

## 1948
| 2 mai 1948Cupa Balcanilor 1948 | România | 0 – 1    | Albania     | București, România                                                       |  |
|                                |         | (Raport) | 63' Mirashi | Stadion: Stadionul Giulești Spectatori: 20.000 Arbitru: Dimitar Stoianov |  |

| 6 iunie 1948Cupa Bacanică 1948 | Ungaria                                                                | 9 – 0    | România | Budapesta, Ungaria                                                   |  |
|                                | Mészáros 30', 46' Egresi 43', 61', 72' Puskás 58', 82' Kocsis 67', 85' | (Raport) |         | Stadion: Megyeri úti Stadion Spectatori: 45.000 Arbitru: P. Mlinarić |  |

| 20 iunie 1948Cupa Bacanică 1948 | România                        | 3 – 2    | Bulgaria                | București, România                                                     |  |
|                                 | Farkas 22', 71' Dumitrescu 78' | (Raport) | 14' Țvetkov 15' Argirov | Stadion: Stadionul Giulești Spectatori: 20.000 Arbitru: György Szigeti |  |

| 4 iulie 1948Cupa Bacanică 1948 | România                 | 2 – 1    | Cehoslovacia | București, România                                                          |  |
|                                | Iordache 22' Bartha 90' | (Raport) | 77' Menclík  | Stadion: Stadionul Giulești Spectatori: 20.000 Arbitru: Maximilian Sznajder |  |

| 10 octombrie 1948Meci amical | Polonia | 0 – 0    | România | Chorzów, Polonia                                                  |  |
|                              |         | (Raport) |         | Stadion: Stadion Ruchu Spectatori: 50.000 Arbitru: Jaroslav Vlček |  |

| 24 octombrie 1948Cupa Balcanilor 1948 | România         | 1 – 5    | Ungaria                            | București, România                                                       |  |
|                                       | Petschovski 77' | (Raport) | 44', 64', 83' Puskás 49', 68' Deák | Stadion: Stadionul Republicii Spectatori: 40.000 Arbitru: Jaroslav Vlček |  |

## 1949
| 8 mai 1949Meci amical | România             | 2 – 1    | Polonia   | București, România                                                     |  |
|                       | Petschovski 5', 31' | (Raport) | 64' Mamoń | Stadion: Stadionul Republicii Spectatori: 35.000 Arbitru: György Dankó |  |

| 22 mai 1949Meci amical | Cehoslovacia                  | 3 – 2    | România             | Praga, Cehoslovacia                                                 |  |
|                        | Šimanský 32', 46' Pažický 22' | (Raport) | 16' Vaczi 25' Lungu | Stadion: Stadionul Strahov Spectatori: 55.000 Arbitru: Andor Dorogi |  |

| 23 octombrie 1949Meci amical | România         | 1 – 1    | Albania    | București, România                                                     |  |
|                              | Petschovski 23' | (Raport) | 50' Teliti | Stadion: Stadionul Republicii Spectatori: 40.000 Arbitru: György Dankó |  |

| 29 noiembrie 1949Meci amical | Albania     | 1 – 4    | România                              | Praga, Cehoslovacia                                                      |  |
|                              | Mirashi 50' | (Raport) | 22', 57' Lungu 33' Vaczi 68' Filotti | Stadion: Stadiumi Qemal Stafa Spectatori: 40.000 Arbitru: Ferenc Palásti |  |

## 1950
| 14 mai 1950Meci amical | Polonia               | 3 – 3    | România                       | Wrocław, Polonia                                                         |  |
|                        | Cieślik 18', 25', 76' | (Raport) | 15' Mercea 47' Vaczi 65' Bodo | Stadion: Stadion Olimpijski Spectatori: 60.000 Arbitru: Sándor Harangozó |  |

| 21 mai 1950Meci amical | România  | 1 – 1    | Cehoslovacia | București, România                                                       |  |
|                        | Bodo 66' | (Raport) | 88' Žďárský  | Stadion: Stadionul Republicii Spectatori: 40.000 Arbitru: Ferenc Palásti |  |

| 8 octombrie 1950Meci amical | România                                                     | 6 – 0    | Albania | București, România                                                       |  |
|                             | Petschovski 10', 18' Rădulescu 13', 41' Mercea 15' Suru 80' | (Raport) |         | Stadion: Stadionul Republicii Spectatori: 40.000 Arbitru: Jaroslav Vlček |  |

## 1951
| 20 mai 1951Meci amical | Cehoslovacia     | 2 – 2    | România        | Praga, Cehoslovacia                                                 |  |
|                        | Cejp 16' Vlk 61' | (Raport) | 40', 73' Vaczi | Stadion: Stadionul Strahov Spectatori: 50.000 Arbitru: György Dankó |  |

## 1952
| 11 mai 1952Meci amical | România                            | 3 – 1    | Cehoslovacia | București, România                                                   |  |
|                        | Paraschiva 9' Serfözö 80' Ozon 90' | (Raport) | 84' Pluskal  | Stadion: Stadionul Republicii Spectatori: 45.000 Arbitru: János Pósa |  |

| 25 mai 1952Meci amical | România        | 1 – 0    | Cehoslovacia | București, România                                                       |  |
|                        | Paraschiva 49' | (Raport) |              | Stadion: Stadionul Republicii Spectatori: 40.000 Arbitru: Jaroslav Vlček |  |

| 15 iulie 1952Jocurile Olimpice de vară din 1952 | Ungaria               | 2 – 1    | România  | Turku, Finlanda                                                                  |  |
|                                                 | Czibor 22' Kocsis 74' | (Raport) | Suru 85' | Stadion: Kupittaan Jalkapallostadion Spectatori: 10.653 Arbitru: Nikolai Latîșev |  |

| 26 octombrie 1952Meci amical | România             | 3 – 1    | Germania de Est | București, România                                                           |  |
|                              | Vaczi 23', 32', 48' | (Raport) | Schnieke 24'    | Stadion: Stadionul Republicii Spectatori: 40.000 Arbitru: Frantisek Fronczik |  |

## 1953
| 14 iunie 1953Preliminariile CMF 1954 | Cehoslovacia        | 2 – 0    | România | Praga, Cehoslovacia                                               |  |
|                                      | Pažický 54' Vlk 69' | (Raport) |         | Stadion: Stadionul Strahov Spectatori: 50.000 Arbitru: János Pósa |  |

| 28 iunie 1953Preliminariile CMF 1954 | România                            | 3 – 1    | Bulgaria            | București, România                                                                    |  |
|                                      | Petschovski 20', 30' (pen) Ene 82' | (Raport) | 53' Dobromir Tașkov | Stadion: Stadionul Republicii Spectatori: 45.000 (sau 60.000) Arbitru: Gerhard Schulz |  |

| 11 octombrie 1953Preliminariile CMF 1954 | Bulgaria       | 1 – 2    | România                  | Sofia, Bulgaria                                                                   |  |
|                                          | Ivan Kolev 28' | (Raport) | 27' Serfözö 52' Călinoiu | Stadion: Stadionul Național Vasil Levski Spectatori: 40.000 Arbitru: Andor Dorogi |  |

| 25 octombrie 1953Preliminariile CMF 1954 | România | 0 – 1    | Cehoslovacia       | București, România                                                      |  |
|                                          |         | (Raport) | 29' (pen) Šafránek | Stadion: Stadionul 23 August Spectatori: 90.000 Arbitru: Gerhard Schulz |  |

## 1954
| 8 mai 1954Meci amical | Germania de Est | 0 – 1    | România  | Berlin, Germania                                                            |  |
|                       |                 | (Raport) | 37' Ozon | Stadion: Walter Ulbricht Stadion Spectatori: 90.000 Arbitru: Jaroslav Vlček |  |

| 19 septembrie 1954Meci amical | Ungaria                                      | 5 – 1    | România  | Budapesta, Ungaria                                                |  |
|                               | Kocsis 21', 34' Hidegkuti 43', 53' Budai 67' | (Raport) | 22' Ozon | Stadion: Népstadion Spectatori: 93.000 Arbitru: Metoděj Charousek |  |

## 1955
| 29 mai 1955Meci amical | România               | 2 – 2    | Polonia                  | București, România                                                       |  |
|                        | Ozon 9' Georgescu 76' | (Raport) | 65' Hachorek 67' Cieślik | Stadion: Stadionul 23 August Spectatori: 80.000 Arbitru: Nikolay Balakin |  |

| 12 iunie 1955Meci amical | Norvegia | 0 – 1    | România  | Oslo, Norvegia                                           |  |
|                          |          | (Raport) | 15' Ozon | Stadion: Ullevaal Spectatori: 17.506 Arbitru: Wolf Karni |  |

| 12 iunie 1955Meci amical | Suedia                                    | 4 – 1    | România       | Göteborg, Suedia                                           |  |
|                          | Bengtsson 2' Hamrin 15', 72' Svensson 67' | (Raport) | 75' Georgescu | Stadion: Ullevi Spectatori: 23.266 Arbitru: Helge Andersen |  |

| 18 septembrie 1955Meci amical | România               | 2 – 3    | Germania de Est           | București, România                                                        |  |
|                               | Georgescu 7' Suru 28' | (Raport) | 15' Wirth 80', 90' Tröger | Stadion: Stadionul 23 August Spectatori: 90.000 Arbitru: Sándor Harangozó |  |

| 28 septembrie 1955Meci amical | România       | 1 – 0    | Belgia | București, România                                                    |  |
|                               | Georgescu 79' | (Raport) |        | Stadion: Stadionul 23 August Spectatori: 90.000 Arbitru: Martin Macko |  |

| 9 octombrie 1955Meci amical | România       | 1 – 1    | Bulgaria      | București, România                                                    |  |
|                             | Georgescu 32' | (Raport) | 65' Panaiotov | Stadion: Stadionul 23 August Spectatori: 70.000 Arbitru: Carl Steiner |  |

## 1956
| 22 aprilie 1956Meci amical | Iugoslavia | 0 – 1    | România                | Belgrad, Iugoslavia                                                                        |  |
|                            |            | (Raport) | 83' Gheorghe Cacoveanu | Stadion: Stadion Jugoslovenska Narodna Armija Spectatori: 45.000 Arbitru: Giorgio Bernardi |  |

| 17 iunie 1956Meci amical | România | 0 – 2    | Suedia                      | București, România                                                    |  |
|                          |         | (Raport) | 32' Thillberg 57' Johansson | Stadion: Stadionul 23 August Spectatori: 80.000 Arbitru: Károly Balla |  |

| 28 iunie 1956Meci amical | România               | 2 – 0    | Norvegia | București, România                                                         |  |
|                          | Zaharia 36' David 44' | (Raport) |          | Stadion: Stadionul 23 August Spectatori: 60.000 Arbitru: Borce Nedelkovski |  |

| 10 septembrie 1956Meci amical | Bulgaria              | 2 – 0    | România | Sofia, Bulgaria                                                                             |  |
|                               | Milanov 53' Ianev 85' | (Raport) |         | Stadion: Stadionul Național Vasil Levski Spectatori: 40.000 Arbitru: Vasilis Diamantopoulos |  |

## 1957
| 26 mai 1957Meci amical | Belgia           | 1 – 0    | România | Bruxelles, Belgia                                                 |  |
|                        | Van den Berg 40' | (Raport) |         | Stadion: Stadionul Heysel Spectatori: 23.452 Arbitru: Alfred Bond |  |

| 1 iunie 1957Meci amical | Uniunea Sovietică | 1 – 1    | România | Moscova, URSS                                                       |  |
|                         | Strelțov 78'      | (Raport) | 51' Ene | Stadion: Stadionul Lujniki Spectatori: 100.000 Arbitru: Sten Ahlner |  |

| 16 iunie 1957Preliminariile CMF 1958 | Grecia      | 1 – 2    | România          | Atena, Grecia                                                               |  |
|                                      | Panakis 29' | (Raport) | 15' Ene 78' Ozon | Stadion: Stadionul Panathinaikos Spectatori: 18.000 Arbitru: Édouard Harzic |  |

| 29 septembrie 1957Preliminariile CMF 1958 | România | 1 – 1    | Iugoslavia | București, România                                                    |  |
|                                           | Ene 78' | (Raport) | 52' Mujić  | Stadion: Stadionul 23 August Spectatori: 68.758 Arbitru: Alfred Grill |  |

| 3 noiembrie 1957Preliminariile CMF 1958 | România                                  | 3 – 0    | Grecia | București, România                                                       |  |
|                                         | Petschovski 51' Tătaru 64' Cacoveanu 67' | (Raport) |        | Stadion: Stadionul 23 August Spectatori: 54.465 Arbitru: Pierre Schwinte |  |

| 17 noiembrie 1957Preliminariile CMF 1958 | Iugoslavia           | 2 – 0    | România | Belgrad, Iugoslavia                                                                         |  |
|                                          | Milutinović 52', 78' | (Raport) |         | Stadion: Stadion Jugoslovenska Narodna Armija Spectatori: 55.000 Arbitru: Friedrich Seipelt |  |

## 1958
| 14 septembrie 1958Meci amical | Germania de Est                  | 3 – 2    | România                | Leipzig, Germania de Est                                            |  |
|                               | Schröter 26' Assmy 57' Wirth 76' | (Raport) | Constantin 27' Ene 61' | Stadion: Zentralstadion Spectatori: 60.000 Arbitru: Nikolay Balakin |  |

| 26 octombrie 1958Meci amical | România       | 1 – 2    | Ungaria             | București, România                                                  |  |
|                              | Dinulescu 30' | (Raport) | 76' Vasas 77' Tichy | Stadion: Stadionul 23 August Spectatori: 90.000 Arbitru: Elmar Saar |  |

| 2 noiembrie 1958Preliminariile CEF 1960 | România                                | 3 – 0    | Turcia | București, România                                                        |  |
|                                         | Oaidă 62' Constantin 77' Dinulescu 81' | (Raport) |        | Stadion: Stadionul 23 August Spectatori: 70.000 Arbitru: Gottfried Dienst |  |

## 1959
| 26 aprilie 1959Preliminariile CEF 1960 | Turcia                 | 2 – 0    | România | Istanbul, Turcia                                                        |  |
|                                        | Lefter 13' (pen.), 54' | (Raport) |         | Stadion: Mithatpașa Stadı Spectatori: 35.000 Arbitru: Boris Nedelkovski |  |

| 19 iulie 1959Preliminariile pentru Jocurile Olimpice de vară din 1960 | Uniunea Sovietică Olimpică | 2 – 0    | România | Moscova, Rusia                                                          |  |
|                                                                       | Urin 11' Metreveli 61'     | (Raport) |         | Stadion: Stadionul Lujniki Spectatori: 102.000 Arbitru: Orja Pättiniemi |  |

| 2 august 1959Preliminariile pentru Jocurile Olimpice de vară din 1960 | România | 0 – 0    | Uniunea Sovietică Olimpică | București, România                                                               |  |
|                                                                       |         | (Raport) |                            | Stadion: Stadionul 23 August Spectatori: 80.000 Arbitru: Grzegorz Aleksandrowicz |  |

| 30 august 1959Meci amical | Polonia      | 2 – 3    | România              | Varșovia, Polonia                                                                                 |  |
|                           | Pol 32', 47' | (Raport) | 26', 45', 55' Dridea | Stadion: Stadion Dziesięciolecia Manifestu Lipcowego Spectatori: 40.000 Arbitru: Nikolai Hlopotin |  |

| 8 noiembrie 1959Preliminariile pentru Jocurile Olimpice de vară din 1960 | România        | 1 – 0    | Bulgaria | București, România                                                  |  |
|                                                                          | Constantin 80' | (Raport) |          | Stadion: Stadionul 23 August Spectatori: 80.000 Arbitru: János Pósa |  |